# تقدير الموضع

يقوم الملاّح بتعيين موضعه في التاسعة صباحًا - كما يبين المثلث - وبتحديد المسار والسرعة يستطيع تقدير موضعه في التاسعة :والنصف وفي العاشرة صباحًا.

في علم الملاحة، يعرف تقدير أو حُسبان الموضع (بالإنجليزية: dead reckoning) (أو التقدير الاستدلالي (مشتق من الاستدلال) أو DR) بأنه عملية حساب الموضع الحالي باستخدام موضع محدد سلفًا أو نقطة معينة ويقدّم هذا الموضع تأسيسًا على السرعة المحددة أو المقدّرة في الزمن المنقضي وخط سير السفينة.
وتقدير الموضع - من حيث أنه يستخدم أفضل تقديرات السرعة والاتجاه - عرضة للأخطاء التراكمية. وأدى التقدم في مجال أجهزة المساعدة الملاحية التي توفر معلومات دقيقة حول الموضع وخصوصًا ما يسمى الملاحة عبر الأقمار الصناعية باستخدام نظام التموضع العالمي إلى إبطال استعمال تقديرات الموضع البسيطة في أغلب الأغراض، ومع ذلك يبقى نظام الملاحة بالقصور الذاتي - يعطي معلومات توجيهية غاية في الدقة - يعتمد على تقدير الموضع ويُستخدم على نحو كبير.
وقياسًا على الاستخدامات الملاحية لتقدير الموضع، قد يستخدم مصطلح تقدير الموضع ويقصد به عملية تقدير قيمة أي كم متغير بإضافة أي تغييرات طرأت على قيمته السابقة. وغالبًا ما يلمح استخدام هذا المصطلح إلى أن التغييرات ليست محددة بدقة. والقيم السابقة أو ما طرأ عليها من تغييرات إما أن تكون نتيجة قياسات أو حسابات.
أما عن الأصل التاريخي للمصطلح فلا يخلو من التكهنات، حيث لا توجد معلومات موثقة بهذا الشأن.

## الأخطاء
قد يعطي تقدير الموضع أفضل النتائج المتوفرة عن الموضع، ولكنه عرضة لأخطاء جسيمة نتيجة عوامل عدة حيث إن تحديد الموضع بالضبط يستلزم معرفة دقيقة بقيمة السرعة والاتجاه في كل لحظة. فعلى سبيل المثال، إذا كانت الإزاحة تقاس بعدد لفات عجلة، فإن أي فرق بين القطر الحقيقي والمفترض - ربما يكون نتيجة درجة النفخ والتآكل - سيكون مصدرًا للخطأ. وحيث إن تقدير الموضع في كل مرة يتصل بالتقدير السابق له، فالأخطاء تراكمية.

## ملاحة الحيوانات
في الدراسات المعنية بـملاحة الحيوانات تعرف عملية تقدير الموضع في كثير من الأحيان (وليس كلها) بعملية تكامل المسار، وتستعين بها الحيوانات في تقدير الموقع الحالي بناءً على حركتها منذ آخر موقع تعرفه. وأظهرت الدراسات بأن هناك حيوانات منها النمل والقوارض والإوز تتابع تحديد موضعها بالنسبة لنقطة البدء باستمرار ومن ثم تستطيع العودة إليها، وهي مهارة أساسية عند الكائنات التي تطوف بحثًا عن الطعام ثم تعود إلى بيتها.

## الملاحة البحرية
في الملاحة البحرية، لا يراعى في مخطط تقدير الموضع تأثير التيارات المحيطية أو الريح. على ظهر السفينة يُنظر إلى مخطط تقدير الموضع باعتباره عاملاً أساسيًا في تقييم معلومات الموضع والتخطيط لحركة المركب.
وتبدأ عملية تقدير الموضع بموضع معروف أو نقطة معينة - رياضيًا أو على الخريطة مباشرة - باستخدام البيانات المسجلة عن الوجهة والسرعة والوقت. وهناك طرق عديدة تساعد في تحديد السرعة. قبل ظهور أجهزة القياس الحديثة كانت تقاس السرعة على ظهر السفينة باستخدام المسراع الخشبي. والمسراع الضغطي من بين أحدث الطرق المستخدمة في تحديد سرعة المحرك (بقيمة مثل الدورات على الدقيقة) مقابل جدول بالإزاحة الكلية (للسفن) أو تحديد السرعة الجوية المبيّنة من قيمة الضغط في أنبوب بيتو. وتحول هذا القياس إلى سرعة جوية مكافئة بناءً على الظروف الجوية المعلومة والأخطاء المُقاسة في نظام السرعة الجوية المبيّنة. أما المراكب البحرية فتستعمل جهازًا يسمى السيف القضيبي (المقياس العمودي)، الذي يستخدم مستشعرين على قضيب معدني في قياس التغير الكهرومغناطيسي الناتج عن حركة السفينة في الماء. ويستنتج من هذا التغير سرعة السفينة في الماء. أما المسافة فتُحدد بقسمة السرعة على الوقت. وهذا الموضع الأوّلي يمكن ضبطه ليعطي موضعًا تقديريًا يضع التيارات المائية في الاعتبار (تعرف في الملاحة البحرية باسم الانجراف والانحراف). إذا لم تتوفر معلومات موضعية، يبدأ مخطط تقدير الموضع الجديد من أحد المواضع التقديرية. وفي هذه الحالة يجب على تقديرات الموضع التالية أن تراعي مقدار الانجراف والانحراف.
وتجري عمليات تقدير الموضع على فترات مقدرة سلفًا، وتتوقف بين النقاط. وتختلف الفترات الفاصلة من وقت لآخر. ومن بين العوامل السرعة الجيدة وطبيعة الوجهة والتغيرات الأخرى في المسار، إضافة إلى أن قرار الملاح هو المحدد لوقت إجراء حسابات تقدير الموضع.
وفيما قبل تطور الكرونومتر البحري وطريقة المسافة القمرية في القرن التاسع عشر، كان تقدير الموضع هو الطريقة الرئيسة المتاحة لتحديد الطول الجغرافي ويظهر ذلك عند البحارين كريستوفر كولومبوس Christopher Columbus وجون كابوت John Cabot في رحلاتهما البحرية عبر الأطلسي. وتوجد أدوات متطورة تمكن الأفراد الأميين في الطاقم من جمع البيانات المطلوبة في تقدير الموضع ومنها لوحة المسح الاجتيازي. إلا أن الملاحة البولينيزية تستعمل تقنيات أخرى في الاستدلال المكاني.

## الملاحة الجوية
قبل ظهور وسائل المساعدة الحديثة كان كثيرًا ما يستخدم تقدير الموضع في الملاحة الجوية، مع مراعاة الإزاحة الموضعية الناتجة عن الريح بقدر الإمكان، وذلك باستعمال أداة تسمى مثلث الرياح. وكان المتعارف عليه أن يُحسب الموضع بطريقة تقدير الموضع كل 300 ميل على الأقل وعندما تصل الدورانات المتضامّة إلى إجمالي يزيد عن 30 درجة عن الاتجاه الأولي لآخر تقدير للموضع.
وانتهى استخدام تقدير الموضع في الملاحة الجوية، ولكنه يُستخدم في نظام الملاحة بالقصور الذاتي (INSes) الذي يقترب من العالمية في الطائرات الفائقة التطور. ويستخدم نظام الملاحة بالقصور الذاتي بالاشتراك مع وسائل معينة أخرى مثل نظام التموضع العالمي في سبيل الحصول على كفاءة ملاحية عالية تحت كل الظروف تقريبًا دون حاجة إلى مصادر خارجية للملاحة.
ومع ذلك، لا تزال تستخدم أبسط عمليات تقدير الموضع استخدامًا واسعًا [بحاجة لمصدر] في الطائرات المدنية غير المجهزة بنظام التموضع العالمي أو الوسائل المعينة للملاحة الراديوية. حيث يتحقق الطيار من موقع نقطة معينة بصفة منتظمة بالتصويب البصري للمعالم مع الرجوع إلى إحدى الخرائط، وهكذا يصحح أخطاء المسار أثناء تقدير الموضع. أما طيارو الطائرات المتطورة فهم مدربون على تقدير الموضع وهو ما يُرجع إليه في حال تعطل أنظمة الملاحة المتطورة.

## ملاحة السيارات
يستخدم نظام تقدير المواضع اليوم في بعض الأنظمة رفيعة المستوى من أنظمة الملاحة بالسيارات في سبيل التغلب على التقييدات الموجودة في تقنيات نظام التموضع العالمي أو نظام تحديد المواقع العالمي وحدها. ولا تتوفر إشارات موجات دقيقة ساتلية في جراجات الانتظار والأنفاق وغالبًا ما تكون متدهورة في الوديان الحضرية وبالقرب من الأشجار، ويرجع هذا إلى انسداد خطوط الرؤية أمام الساتل أو تشتت الإشارة بتعدد المسارات. وفي نظام الملاحة بتقدير الموضع، تُزود السيارة بمستشعرات من شأنها أن تحدد قطر العجلة وتسجل عدد اللفات واتجاه القيادة. وغالبًا ما تكون هذه المستشعرات جزءًا من السيارة لأغراض أخرى (نظام منع انغلاق المكابح والتحكم الالكتروني بالثبات) وتستخدم في قراءات الملاحة البحرية عن طريق موصل كان. ثم يُستخدم مرشح كالمان في دمج البيانات الدائمة التوفر من المستشعرات مع المعلومات الموضع الدقيقة غير المتوفرة أحيانًا من بيانات الساتل في نقطة موضع موحدة.

## الملاحة المستقلة في الروبوتات
يُفيد تقدير الموضع في بعض تطبيقات الروبوتات البدائية أو المهمات غير الحيوية أو الشديدة التقيد بوقت أو وزن. وعادة ما تستخدم لتقليل الحاجة إلى تقنيات استشعار مثل المستشعرات فوق السمعية أو النظام العالمي لتحديد المواقع أو تعيين بعض أنواع الترميز الخطي والترميز الدوار، وذلك في الروبوتات المستقلة مما يقلل إلى حد بعيد من التكلفة والتعقيد على حساب الأداء والتكرارية. وأنسب استخدام لتقدير الموضع في هذه الحالة هو تزويد محرك الدفع في الروبوت بنسبة معينة من الطاقة الكهربية أو الضغط الهيدروليكية في خلال فترة زمنية تبدأ من نقطة انطلاق عامة. ولا يكون تقدير الموضع دقيقًا تمام الدقة، وهذا قد يتسبب في أخطاء في تقدير المسافة بنسبة تتراوح فيما بين عدة ملليمترات (في التحكم الرقمي باستخدام الحاسوب) إلى عدة كيلومترات (في الطائرات دون طيار UAV)، وهذا يعتمد على مدة العمل وسرعة الروبوت وطول المسير وغيرها من العوامل.

## تقدير الموضع الاتجاهي
عربة التأشير الجنوبي كانت من الأجهزة الصينية القديمة المكونة من عربة يجرها الحصان ذات عجلتين، وعليها مؤشر يشير دائمًا إلى الجنوب مهما تغير اتجاه العربة. واستخدام هذه العربة سابق لاستخدام بوصلة مغناطيسية في الأغراض الملاحية حيث لم يكن سبيل إلى الكشف عن الاتجاه الجنوبي. واستعاضت هذه العربة عن البوصلة بنوع من تقدير الموضع الاتجاهي: في بداية كل رحلة، وكان المؤشر يُوجه يدويًا ناحية الجنوب، معتمدين على المعارف المحلية أو الرصد الفلكي لـنجم القطب على سبيل المثال. وبعد ذلك عندما تبدأ الرحلة قد يكون الاعتماد على تقنيات بتروس تفاضلية تستفيد من اختلاف السرعة الدورانية للعجلتين في انحراف المؤشر على قدر زاوية دوران العربة (بحسب الدقة الميكانيكية المتوفرة)، وهكذا يبقى المؤشر موجهًا إلى اتجاهه الأصلي، ألا وهو الجنوب. وكلما زادت مسافة الرحلة، تراكمت الأخطاء كما هو الحال في تقدير الموضع.

## تقدير الموضع التفاضلي بين عجلتي السير
وإليك معادلات تقدير الموضع للمتغيرات (x وy) والعنوان ({\displaystyle \theta }) لروبوت القيادة التفاضلية ذي المرمزات الدورانية على العجلتين:
{\displaystyle \Delta \theta =2\pi {\frac {R_{W}}{D}}{\frac {T_{1}-T_{2}}{T_{R}}}}
{\displaystyle \Delta x=R_{W}\cos(\theta )(T_{1}+T_{2}){\frac {\pi }{T_{R}}}}
{\displaystyle \Delta y=R_{W}\sin(\theta )(T_{1}+T_{2}){\frac {\pi }{T_{R}}}}
حيث {\displaystyle T_{1}} تشير إلى قراءة المرمّز على العجلة الأولى، و{\displaystyle T_{2}} إلى قراءة المرمّز على العجلة الثانية، و{\displaystyle R_{W}} هو نصف قطر كل عجلة، و{\displaystyle D} هو المسافة الفاصلة بين العجلتين، و{\displaystyle T_{R}} هي قراءة المشفّر لدوران كاملة.

## التقدير الموضعي لألعاب الشبكة
دائمًا ما يستخدم تقدير الموضع في ألعاب الشبكة وأدوات المحاكاة، وذلك لمعرفة أين ينبغي أن يكون الممثل في الحال، وذلك باستخدام آخر حالة حركية مسجلة (الموضع والسرعة والعجلة والاتجاه والسرعة الزاويّة). وهذا من المتطلبات الأساسية لأنه لا يصلح أن ترسل تحديثات الشبكة بالمعدل الذي تعمل به الألعاب في معظمها وهو 60 هرتز. والحل الأساسي يبدأ بالإسقاط في المستقبل مستفيدين من علم الفيزياء الخطية:
{\displaystyle P_{t}=P_{0}+V_{0}T+{\frac {1}{2}}A_{0}T^{2}}
وتفيد هذه الصيغة في تحريك المجسم حتى تصل التحديثات عبر الشبكة. وحينئذ تظهر مشكلة أخرى وهي وجود حالتي حركة: إحداهما الموضع المقدّر منذ لحظات والأخرى المستلم حالاً - الموضع الحقيقي. والتوفيق بين هاتين الحالتين قد يكون معضلة مؤرّقة. ومن الأساليب المتبعة في ذلك، عمل منحنى (مثل لُسين بازير الحجمي ومنحنى هيرمت التكعيبي) بين الحالتين في حين تستمر عملية التخطيط للمستقبل. وهناك تقنية أخرى تستعمل الخلط الإسقاطي للسرعة، أي خلط إسقاطين (الأخير والحالي) حيث يعتمد الإسقاط الجديد على الخلط بين الإسقاط الأخير والإسقاط الحالي خلال فترة زمنية محددة.
{\displaystyle V_{b}=V_{0}+\left({\acute {V}}_{0}-V_{0}\right){\hat {T}}}
{\displaystyle P_{t}=P_{0}+V_{b}T_{t}+{\frac {1}{2}}{\acute {A}}_{0}T_{t}^{2}}
{\displaystyle {\acute {P}}_{t}={\acute {P}}_{0}+{\acute {V}}_{0}T_{t}+{\frac {1}{2}}{\acute {A}}_{0}T_{t}^{2}}
{\displaystyle Pos=P_{t}+\left({\acute {P}}_{t}-P_{t}\right){\hat {T}}}

## تقدير الموضع في الأدب
في كتاب والدن Walden يحكي مؤلفه هنري ديفيد ثورو Henry David Thoreau عن الحياة في فترة من الفترات فيقول:
"في وسط هذا الخضمّ الهائل من الأمواج - حيث السحب والعواصف والوعث ومئات الآلاف من المباحات - فقد وُهبت حياة جديدة - إذا لم يتداعَ أو يهبط إلى الهاوية أو لم يجد له أي سبيل للنجاة - بفضل تقدير الموضع، ولا شك في أن من تُكتب له النجاة لا بد أن يكون خبيرًا بالحسابات.
وفي رواية موبي ديك أو الحوت يقول كاتبها هرمان ملفيل Herman Melville في صفحة رقم 507: "... وفي هذه البحار المحفوفة بالمخاطر، لا تجد ما ينجدك من ظلمتك بل من الأجهزة الحافلة بالأخطاء إلا تقدير الموضع؟"

## وصلات خارجية
- Bowditch Online: "Dead reckoning" نسخة محفوظة 13 مارس 2006 على موقع واي باك مشين.
- Straight Dope: Is "dead reckoning" short for "deduced reckoning"?
- Jesse Aronson: "Dead Reckoning: Latency Hiding for Networked Games"
- A paper about pedestrian dead reckoning: "Omni-directional Pedestrian Navigation for First Responders" by Stéphane Beauregard (2006)
- WFR, a Dead Reckoning Robot